# تطبيق لياقة بدنية
تطبيق اللياقة البدنية هو تطبيق يمكن تنزيله على أي جهاز محمول واستخدامه في أي مكان للحصول على لياقتك. اعتبارًا من عام 2015 ، وصل عدد التطبيقات المتعلقة بالصحة التي تم إصدارها على النظامين الأساسيين الرائدين ، نظام تشغيل iPhone (iOS) و Android ، إلى أكثر من 165000. [1] يمكن للتطبيقات أداء وظائف مختلفة مثل السماح للمستخدمين بتحديد أهداف اللياقة البدنية ، وتتبع السعرات الحرارية ، وجمع أفكار التمرين ، ومشاركة التقدم على وسائل التواصل الاجتماعي لتسهيل تغيير السلوك الصحي. يمكن استخدامها كمنصة لتعزيز تغيير السلوك الصحي مع التدريبات الشخصية ، ونصائح اللياقة البدنية وخطط التغذية. يمكن أن تعمل تطبيقات اللياقة جنبًا إلى جنب مع الأجهزة القابلة للارتداء لمزامنة بياناتها الصحية مع الأجهزة التابعة لجهات خارجية لتسهيل الوصول إليها. من خلال استخدام عناصر التلعيب وخلق المنافسة بين الأصدقاء والعائلة ، يمكن أن تساعد تطبيقات اللياقة البدنية في تحفيز المستخدمين ليكونوا أكثر حماسًا.